# José Américo de Almeida
José Américo de Almeida (Areia, 10 gennaio 1887 – João Pessoa, 10 marzo 1980) è stato uno scrittore, politico e insegnante brasiliano.
Il 27 ottobre del 1966 divenne il quinto occupante della 38ª Cadeira (letteralmente: sedia) nell'Accademia Brasiliana delle Lettere.

## Biografia
Figlio di Inácio Augusto de Almeida e di Josefa Leopoldina Leal de Almeida, rimase orfano di padre a nove anni.
Venne preso in cura da Padre Odilon Benvindo e fece i primi studi nel seminario e poi nel Lyceu Paraibano a João Pessoa, la capitale dello Stato di Paraíba.
Dal 1903 al 1908 studiò diritto all'Università federale di Pernambuco di Recife.
Dopo la laurea ricevette l'incarico di promotor público nella comarca di Sousa e nel 1911 diventerà Procurador Geral do Estado.
Nel 1928 pubblicherà A bagaceira che lo farà conoscere in tutto il Brasile. Il romanzo è una storia di sentimenti ma in esso José Américo affronta anche i gravi problemi sociali del Paese, descrivendo le dure condizioni di vita nell'arretrato nordest.

## Opere letterarie
- Reflexões de uma cabra, 1922
- A Paraíba e seus problemas, 1923
- A bagaceira, 1928
- O boqueirão, 1935
- Coiteiros, 1935
- Ocasos de sangue, 1954
- Discursos de seu tempo, 1964
- A palavra e o tempo, 1965
- O ano do nego, 1968
- Eu e eles, 1970
- Quarto minguante, 1975
- Antes que me esqueça, 1976
- Sem me rir, sem chorar, 1984
- A Maldição da Fábrica